# Dawid Ben Dajan
Dawid Ben Dajan (hebr. דדי בן דיין, ang. David Ben Dayan, ur. 27 listopada 1978 w Holonie) – izraelski piłkarz występujący na pozycji obrońcy. Reprezentant Izraela. Zawodnik Maccabi Petach Tikwa.

## Kariera klubowa
Ben Dayan zawodową karierę rozpoczynał w 1997 roku w Maccabi Tel Awiw z izraelskiej ekstraklasy. W 1999 roku zdobył z nim Toto Cup. W 2001 roku oraz w 2002 roku zdobył z nim natomiast Puchar Izraela. W Maccabi spędził 5 lat. W 2002 roku odszedł do Hapoelu Petach Tikwa, również grającego w Ligat ha’Al. Występował tam przez pół roku, a w styczniu 2003 roku został graczem Hapoelu Kefar Sawa. W tym samym roku spadł z nim jednak do drugiej ligi. Wówczas odszedł z klubu.
W 2003 roku Ben Dayan trafił do pierwszoligowego Hapoelu Beer Szewa. W 2004 roku zajął z nim 4. miejsce w lidze, a rok później spadł z nim do Ligi Leumit. Wtedy podpisał kontrakt z amerykańskim Colorado Rapids z MLS. W tych rozgrywkach zadebiutował 18 sierpnia 2005 roku w wygranym 2:0 meczu z New England Revolution. 22 września 2005 roku w wygranym 2:0 pojedynku z Realem Salt Lake strzelił pierwszego gola w MLS. W Colorado grał do 2006 roku.
Latem 2006 roku Ben Dayan wrócił do Izraela, gdzie został graczem klubu Maccabi Netanja. W 2007 roku i w 2008 roku wywalczył z nim wicemistrzostwo Izraela. W Maccabi przez 3 lata rozegrał 86 spotkań i zdobył 18 bramek. W 2009 roku odszedł do Hapoelu Tel Awiw, z którym w 2010 roku zdobył mistrzostwo Izraela. Następnie grał w Omonii Nikozja i Hapoelu Akka. W 2013 roku został zawodnikiem Bene Sachnin.

## Kariera reprezentacyjna
W reprezentacji Izraela Ben Dayan zadebiutował 3 czerwca 2000 roku w przegranym 1:2 towarzyskim meczu z Węgrami. 10 października 2009 roku w wygranym 3:1 meczu eliminacji Mistrzostw Świata 2010 z Mołdawią strzelił pierwszego gola w drużynie narodowej.